# Michault Taillevent
Michault Taillevent (* 1390; † 1458) war ein französischer Dichter.

## Leben und Werk
Michault Taillevent (auch: Michault le Caron) war der Hofnarr Philipps des Guten von Burgund.

## Werke

### Werkliste nach ARLIMA
1.  La destrousse Michault Taillevent
2.  Le dialogue fait par Michault de son voiage de Saint Glaude
3.  Le songe de la Thoison d’or
4.  La moralité de povre commun
5.  Le psaultier des villains
6.  Le passe temps Michault
7.  L’ennortement des gens d’armes a la prinse de Luxembourg
8.  Poème sur la prise de Luxembourg
9.  Le debat du cuer et de l’ueil
10. Le regime de fortune
11. Le lai sur la mort de Marguerite de France
12. Le congié d’amours
13. La bien allee (= alliée)
14. L’edifice de l’hostel douloureux d’amour
15. La ressource et relevement du douloureux hostel

### Gesammelte Werke
- Robert Deschaux: Un poète bourguignon du XVe siècle, Michault Taillevent. Édition et étude. Droz, Genf 1975. (Gesammelte Werke)